# Joseph Levis
Joseph Louis „Joe” Levis (Boston, 1905. július 20. – Brighton, 2005. május 20.) olimpiai ezüstérmes amerikai tőrvívó, edző, Roberto Levis Puerto Ricó-i olimpikon párbajtőrvívó apja.